# برومیر
بورومیر (به انگلیسی: Boromir) شخصیتی داستانی در کتاب‌های ارباب حلقه‌ها نوشته‌ی جی. آر. آر. تالکین است. او در دو کتاب اول ارباب حلقه‌ها، یاران حلقه و دو برج حضور دارد و در کتاب آخر بازگشت پادشاه از او نام برده می‌شود. او پسر ارشد دنه‌تور کارگزار گاندور و برادر بزرگتر فارامیر بود. او یکی از ۹ نفری که بعداً یاران حلقه را تشکیل دادند.

## پیشینه
برومیر در سال ۲۹۷۸ دوران سوم، ۵ سال پیش از برادرش، فارامیر، به دنیا آمد. دو برادر بسیار به هم علاقه داشتند و از همان دوران کودکی برومیر همیشه یاور و پشتیبان فارامیر بود. زمانی که مادرشان فوت کرد او فقط ۱۰ سال داشت و پس از آن پدرشان عبوس و خشمگین شد. برومیر همیشه مورد علاقه‌ی پدرش بود و از نظر چهره و در غرور و تکبر شباهت زیادی به او داشت. بورومیر در زندگی‌اش هرگز ازدواج نکرد و بیشتر به سلاح و رزم توجه داشت.
برومیر مردی بود با قدرت و شجاعت بسیار. او چهره‌ای زیبا و نجیب داشت با موهای تیره و چشمان خاکستری. زمانی که سائورون به اسگیلیاث حمله کرد، به فرماندهی او، نیروهای گاندور، اورکها را عقب راندند و تا زمان تخریب آخرین پل _ برای جلوگیری از عبور اورک‌ها از رودخانه _ آن‌ها را پشت پل نگه داشتند.

### سفر بهریوندل
هنگام حمله سائورون به اسگیلیاث، برومیر و فارامیر چند بار در خواب رؤیایی دیدند که آن‌ها را به ایملادریس فرامی‌خواند. هردوی آن‌ها فقط مقدار اندکی از این رؤیا را می‌توانستند بفهمند، بنابراین نزد پدرشان که در گاندور داناترین بود، رفتند. اما او فقط توانست به آن‌ها بگوید که ایملادریس دره‌ای در شمال دور است، جایی که الروند زندگی می‌کند. با اینکه فارامیر بسیار مشتاق رفتن به ایملادریس بود، به خاطر وجود خطرهای بسیار در راه، برومیر خودش این مسافرت را بر عهده گرفت.
سفر برومیر به شمال ۱۱۰ روز به طول انجامید. او از شکاف روهان گذشت و از راه‌های غرب کوهستان مه‌آلود به شمال رفت. او با سختی‌های زیادی مواجه شد، زیرا بسیاری از راه‌ها نابود شده بودند و با فروریختن گذرگاه‌های قدیمی از جاده شمال-جنوب هم دیگر اثری نمانده بود. او در نزدیکی تاربد، هنگامی که قصد عبور از روی پل نیمه‌خرابی را داشت اسبش را از دست داد و ادامه راه را با پای پیاده طی کرد.
زمانی که برومیر به ریوندل رسید، در شورای الروند شرکت کرد. او در مورد مقاومت و تلاش گاندور برای جلوگیری از گذشتن نیروهای موردور از آندوین سخن گفت. زمانی که او رؤیایی را که باعث آمدنش به ریوندل شده بود را تعریف کرد، جواب معماهایش پیدا شد: آراگورن تکه‌های نارسیل و فرودو بگینز حلقه یگانه که بلای جان ایسیلدور بود را آوردند. سپس او تلاش کرد تا شورا به او اجازه دهد که حلقه را به گاندور برده و برای دفاع در مقابل موردور از آن استفاده کند. اما الروند برای او شرح داد که حلقه قابل استفاده نیست و حتی اگر سعی کنید برای نیت خیر نیز از آن استفاده کنید نهایتاً هدف و عمل به شر ختم خواهد شد.

### یاران حلقه
برومیر قصد بازگشت به میناس تیریث را داشت، از این رو به یاران حلقه پیوست. زمانی که یاران حلقه به کارادراس رسیدند، به پیشنهاد بورومیر هر کدام یک دسته هیزم با خود حمل کردند و زمانی که گروه در یک کولاک شدید گرفتار شده بود آتشی که با این هیزم‌ها درست کردند جانشان را نجات داد. صبح روز بعد برومیر و آراگورن راه را با کنار زدن برفها باز کرده و هابیت‌ها را تا رسیدن به مکانی امن، حمل کردند.
با بسته شدن گذرگاه شاخ سرخ، برومیر پیشنهاد داد که آن‌ها باید از غرب کوه‌های مه آلود به سمت جنوب رفته و سپس با گذشتن از شکاف روهان یا رودخانه آیزن، از طریق سرزمین‌های جنوبی لنگستراند و له‌به‌نین به راهشان ادامه دهند. اما گندالف مخالفت کرد زیرا با خیانت سارومان، آن سرزمین‌ها دیگر امن نبودند. گندالف پیشنهاد داد که باید از طریق معدن‌های موریا به راهشان ادامه دهند، اما بورومیر گفت که هرگز به آن سمت نمی‌رود، البته نه زمانی که بقیه گروه نظری بر خلاف او داشته باشند.
برومیر نهایتاً قبول کرد، اما با رسیدن به درهای دورین از اینکه گاندالف رمز عبور را نمی‌دانست، از خشم سنگی در آب‌های تاریک انداخت. این باعث بیدار شدن هیولایی در آب شد و زمانی که گندالف توانست در را باز کند آن به فرودو حمله کرد اما نهایتاً همگی موفق شدند به طرف معدن‌ها بگریزند.
زمانی که گروه در مزربول مورد حمله قرار گرفته بود، برومیر دلیرانه جنگید، در غربی را قفل و بازوی یک ترول غارنشین را قطع کرد. بعد از ترک خوابگاه، زمانی که به پل خزد-دوم رسیدند گروه دوباره توسط اورکها مورد حمله واقع شد و اینبار یک بالروگ هم با آن‌ها بود. برومیر در شیپور خود دمید و با اینکار دشمنان را متوقف کرد و آن‌ها به راهشان ادامه دادند. زمانی که گندالف در حال نبرد با بالروگ بود، بورومیر و آراگورن به سمت او دویدند، اما همین که به پل رسیدند گندالف پل را خراب کرد، بالروگ سقوط کرده و گندالف را هم به دنبال خود پایین کشید.
بعد از آن آراگورن گروه را به سمت لوتلورین رهبری کرد، اما برومیر با رفتن به آنجا مخالف بود و می‌گفت که گذشتن از میان این جنگل به گفته گاندوریان کار خطرناکی است و عده کمی سالم به مقصد می‌رسند! آراگورن پاسخ داد فقط آنهایی که با خود پلیدی به همراه داشته باشند باید از لوتلورین بترسند. بعد از اینکه بانو گالادریل با هر کدام از یاران حلقه دربارهٔ افکارشان صحبت کرد، برومیر بسیار مشتاق بود که بداند چه سخنانی میان بانو و حامل حلقه گذشته، اما فرودو از آن حرفی نزد. زمانی که گروه لوتلورین را ترک می‌کرد گالادریل به هر کدام از آن‌ها یک هدیه داد و هدیه بورومیر یک کمربند طلایی بود.
فرودو و برومیر، توسط تد ناسمیتوقتی که یاران حلقه مسیرشان را از میان رودخانه آندوین پیش گرفتند، برومیر با مری و پی‌پین در یک قایق بود. در طول سفر افکار برومیر بیشتر و بیشتر او را در برابر حلقه تسلیم می‌کرد. او مدام با خود حرف می‌زد و ناخن‌هایش را می‌جوید و گاهی اوقات هم به قایق فرودو نزدیکتر می‌شد. رفتار او بتدریج مری و پی‌پین را ناراحت کرد و پی‌پین یک درخشش غریب را در چشمان برومیر که به فرودو زل زده بود مشاهده کرد. زمانی که گروه به تندروهای سارن گبیر رسید، برومیر بود که آن‌ها را به موقع مطلع ساخت و اینگونه از آن مسیر توانستند دور بزنند. بعد از آن برومیر از آن‌ها خواست که رودخانه را ترک کنند و راه گاندور را پیش بگیرند. اما فرودو قصد رفتن به گاندور را نداشت و بنابراین آن‌ها راهشان را از طریق رودخانه ادامه دادند.
در آمون‌هن وقت آن رسیده بود که مسیر بعدی شان را انتخاب کنند. وقتی که فرودو در جنگل سرگردان شده بود، برومیر به دنبال او رفت. او سعی کرد فرودو را متقاعد ساخته تا حلقه را به میناس تریت بیاورد. قدرت وسوسه حلقه در برومیر بیشتر شده بود. او خود را پادشاهی مقتدر می‌خواند که می‌تواند سائورون را شکست داده و گاندور را برای پیروزی رهبری کند. اما وقتی که فرودو پیشنهادش را رد کرد عصبانی شد و سعی کرد حلقه را بزور از فرودو بگیرد. اما فرودو حلقه را در دست کرد و ناپدید شد، برومیر پی به اشتباهش برد و گریان و پشیمان از فرودو خواست برگردد، اما خیلی دیر شده بود.
در آخرین نبرد برومیر، توسط تد ناسمیتاو به گروه برگشت و برای آن‌ها گفت که چه اتفاقی افتاده. مری و پی‌پین به دنبال دوستشان فرودو رفتند و آراگورن هم برومیر را برای محافظت از آن دو فرستاد. وقتی که او هابیت‌ها را پیدا کرد، آن‌ها توسط چندین اورک محاصره شده بودند. برومیر بسیاری از آن‌ها را کشت و تعدادی هم گریختند. او سعی کرد هابیت‌ها را به طرف اردوگاه هدایت کند اما یکباره بیشتر از ۱۰۰ اورک جلوی راهشان سبز شدند. برومیر در شیپور خود دمید و بار دیگر دلیرانه جنگید و از رسیدن اورک‌ها به مری و پی‌پین جلوگیری کرد. بدن او نهایتاً به وسیلهٔ چندین تیر شکافته شد و دشمنان مری و پی‌پین را به اسارت بردند.
زمانی که آراگورن او را پیدا کرد برومیر هنوز زنده بود. بیشتر از بیست لاشه اورک در اطراف او روی زمین افتاده بود. برومیر همچنان شمشیرش را در دست داشت، در حالی که تیغه شمشیرش از دسته شکسته و شیپورش به دو نیم شکافته شده بود. قبل از مرگش برومیر به آراگورن گفت که سعی کرده حلقه را از فرودو بگیرد. سپس آراگورن، گیملی و لگولاس بدن برومیر را در یکی از قایق‌ها گذاشتند. شمشیر و شیپور شکسته‌اش را روی سینه او و سلاح‌های دشمنانش را زیر پاهایش قرار دادند. قایق را به میان آندوین انداختند و رودخانه بدن برومیر را به سمت آبشار رائوروس حمل کرد.
سه شب بعد، در حالی که فارامیر در کناره آندوین در اوزگیلیات نشسته بود، یک قایق شناور از مقابلش رد شد. فارامیر قبلاً شنیده بود که صدای شیپور برومیر پیش از این، در دوردست‌ها زمانی که او نیاز به کمک داشته به گوش رسیده و حالا او جسد برادرش را در قایق دید، اما اثری از شیپور نبود. مدتی بعد دو تکه شیپور پیدا شده و آن را نزد دنه‌تور بردند. گفته شده که قایقی که بدن برومیر را حمل می‌کرد با جریان آندوین پیش رفته و وارد دریا شده‌است.